# 1990s (banda)
1990s es una banda de indie rock proveniente de Glasgow, Escocia.

## Discografía
- Cookies (2007)
- Kicks (2009)

### Sencillos
- "You Made Me Like It" (2006)
- "You're Supposed to Be My Friend" (2006) #86 UK
- "See You at the Lights" (2007) #106 UK